# Николай Хорозов
Николай Хорозов е български архитект в град Варна от първата половина на ХХ век.

## Биография
През 1935 г. печели конкурса за идейна скица на общинските рибни хали. На 17 май 1935 г. е избран за председател на новото настоятелство на Разградската колония "Бели Лом" във Варна. На 26 януари 1936 г. е избран за председател на настоятелството на Дружеството на Варненския мотоциклетен спортен клуб. През същата година е назначен в комисия от независими вещи лица за проучване на постройката на централните морски бани, в които са вложени значителни общински средства през 1926 г.